# Maurice Gleize (résistant)
Pour les articles homonymes, voir Gleize.
Pour les articles homonymes, voir Maurice Gleize.
Maurice Joseph Louis Gleize, né à Nîmes le 7 janvier 1907 et mort le 20 avril 2003 à Montfermeil, est un résistant et poète français.

## Biographie
Né en 1907, issu d'une famille ouvrière, Maurice Gleize entre en apprentissage dans une imprimerie dès l'âge de 12 ans. En 1920, âgé de treize ans, il se syndique à la CGT à l'occasion d'un mouvement de grève parmi les ouvriers du livre. Plus tard, il fréquente le soir l'École des beaux-arts de Nîmes, où il apprend le dessin, et le Conservatoire de musique, où il s'initie au violoncelle, qu'il pratique ensuite en orchestre. Marié, père d'un enfant, il exerce son métier d'imprimeur à Paris à partir de 1931, salarié successivement dans deux entreprises d'imprimerie. La seconde est l'imprimerie Gutenberg, dont les clients principaux sont des organisations syndicales CGT et communistes. Il est mobilisé en 1939, puis, démobilisé, il remet en marche l'imprimerie Gutenberg, dont il devient le patron.

### La Résistance et la déportation

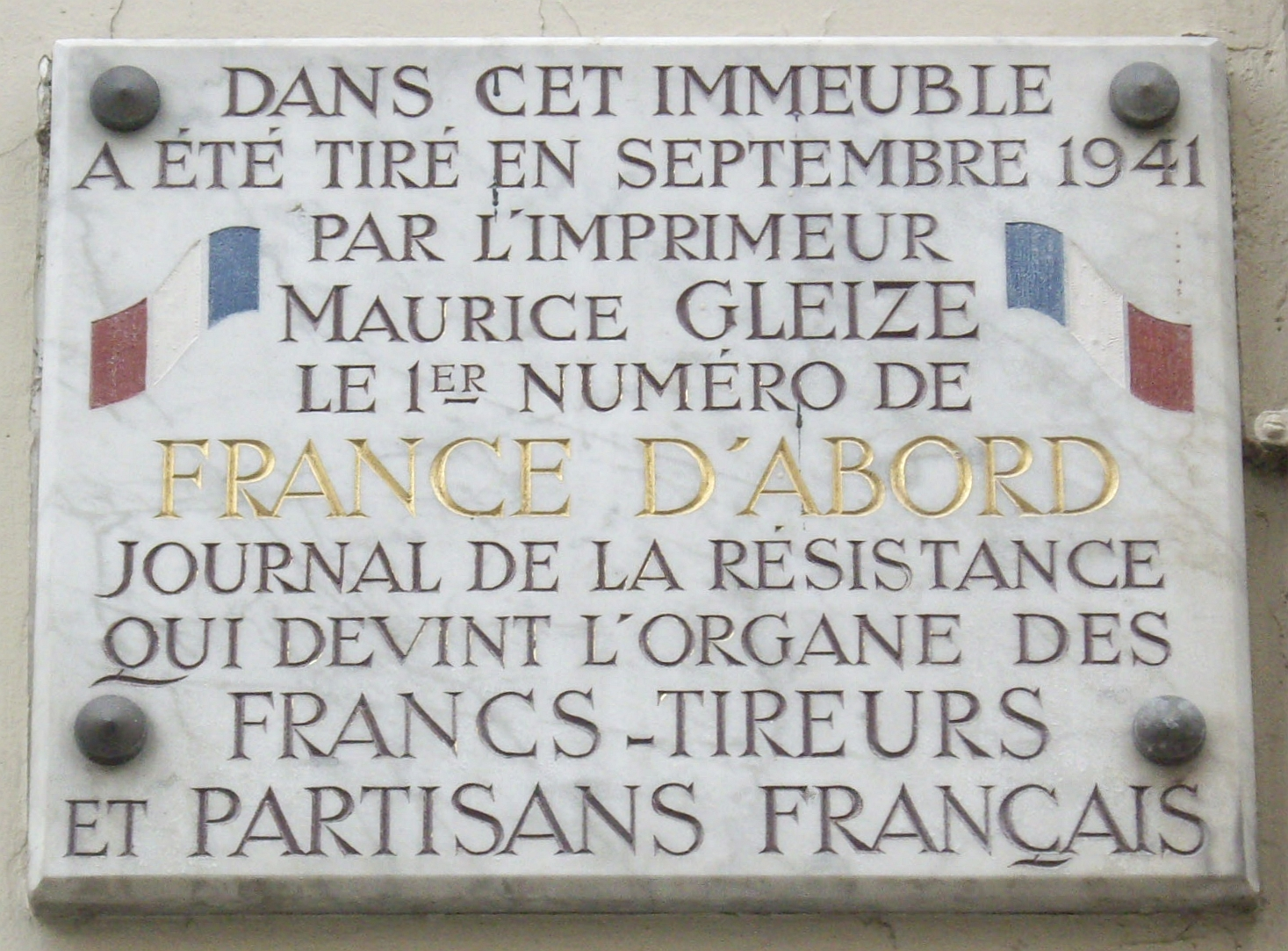
Plaque commémorant le premier tirage de France d'abord, 17 rue des Cloÿs à Paris

À partir d'octobre 1940, il met ses connaissances de l'imprimerie au service de la lutte contre l'occupant allemand. Contacté en novembre de la même année par l'ancien conseiller municipal communiste de Paris Raymond Losserand, il rompt tout contact antérieur (prétextant « la peur de la répression » !) et  imprime sous couvert d'éditions commerciales des tracts, des publications clandestines dont L'Humanité, La Vie ouvrière et les Cahiers du communisme. En septembre 1941, son imprimerie, située 17 rue des Cloÿs dans le 18e arrondissement de Paris, tire le premier exemplaire de France d'abord, journal qui deviendra l'organe des Francs tireurs et partisans français (FTP). Il constitue un réseau d'entreprises qui assurent la linotypie, l'impression, le brochage éventuel, les liaisons et le transport des publications clandestines. Il adhère à ce moment-là au PCF.
Il est arrêté le 4 mars 1943 alors qu'il venait de recevoir commande de deux brochures, l'une dénonçant l'étoile jaune, l'autre reprenant un discours de Fernand Grenier à la BBC sur les 27 qui vont mourir (l'exécution des otages de Châteaubriant). Son réseau est démantelé. Après avoir transité dans les prisons de la Santé, de Blois, puis au camp de Compiègne, il est déporté en 1944 au camp de concentration de Neuengamme, où il fait connaissance avec l'ancien chef d'état-major des FTP, Marcel Prenant. Le 2 mai 1945, il est libéré du camp de Wöbbelin où il avait été transféré. Il retrouve à Paris son atelier, mais ne reprend le travail que « peu à peu », très affaibli par sa déportation et le typhus qu'il y a contracté.

### Un communiste contestataire: imprimeur pour le groupe « Unir pour le socialisme »
En 1945, il reprend son activité d'imprimeur et son activité militante. En 1956, son action pendant la guerre d'Algérie lui vaut la prison.
Militant communiste, secoué déjà par la rupture avec Tito en 1948, il rompt avec le Parti communiste à la suite  de l'affaire Marty-Tillon. Avec son « franc-parler », il refuse d'avaliser les accusations portés contre les deux militants. Comptant parmi les animateurs du groupe oppositionnel interne « Unir pour le socialisme », créé en octobre 1952, il ne rompt pas avec le communisme mais avec la direction du PCF. En 1960, regroupés au sein d'une Amicale, les militants de ce groupe entreprennent d'écrire une Histoire du PCF. Chaque volume est tiré à 3 000 exemplaires. Le premier tome (1920-1940) paraît à la fin de l'année 1960, mais c'est le tome 2 (1940-1944) qui suscite le plus d'intérêt, pour être le premier ouvrage de source interne au PCF à faire état des démarches entreprises en juin/juillet 1940 par des membres de la direction du parti, en vue d'une reparution des journaux L'Humanité et Ce soir, interdits de publication depuis septembre 1939. Ce tome 2 paraît en février 1962, accompagné par la décision de militants d'Unir, exclus du PCF, de publier un organe public mensuel, Le Débat communiste. Maurice Gleize est membre du Comité directeur de ce mensuel de 30 à 40 pages, placé sous la direction du biologiste Marcel Prenant, et comptant dans ses rangs l'ancien « kominternien » et résistant Jean Chaintron. Celui-ci en livrant ses mémoires n'oublie pas ses compagnons : 
« La cheville ouvrière des publications d'Unir était Maurice Gleize, artisan de l'imprimerie Gutenberg, rue des Cloÿs dans le XVIIIe arrondissement de Paris. Sans son dévouement, sa compétence professionnelle et ses sacrifices financiers, Unir n'eût pu réaliser ses éditions. »
En 1964, Maurice Gleize fait publiquement partie d'un « Comité d'honneur pour la réhabilitation d'André Marty et des victimes de la calomnie », constitué de 100 militants historiques du PCF, notamment issus de la Résistance. 
En janvier 1966, percevant quelques signes d'ouverture de la part de la direction du Parti communiste, il signe en compagnie d'une vingtaine de militants, une « Adresse à Waldeck Rochet demandant solennellement l'annulation des sanctions et exclusions du Parti, prises en l'encontre de militants injustement écartés ». 
Ce n'est qu'en 1998 qu'une réponse positive est apportée, pour la plupart des cas de manière posthume. Maurice Gleize est en vie, et c'est à lui, « premier imprimeur de L'Humanité clandestine », que Robert Hue envoie un courrier annonçant sa réhabilitation en même temps qu'il reconnaissait dans le samizdat « Unir pour le socialisme » le bien-fondé de son action contre le stalinisme à la française.
Entre-temps, après la répression qui suivit la fin du « Printemps de Prague », il avait accueilli en mai 1971 à son domicile de Gournay-sur-Marne une réunion de cinq personnalités de l'opposition tchécoslovaque (Eduard Goldstücker, Zdeněk Hejzlar (cs), Jiri Pelikan, Josef Pokštefl (de) et Ota Šik), qui y rédigèrent un « appel aux partis communistes » étrangers.

### Distinctions
Pour son action dans la Résistance :
- Croix de guerre avec étoile d'argent, attribuée en 1952
- Légion d'honneur, décernée en 1983

## Hommage
En novembre 2008, la ville de Gournay-sur-Marne, où il s'était retiré, inaugure une « Place Maurice Gleize »

## Œuvres
- Essais-poèmes, 1974 (BNF 34656828)
- Odes pour nos héros, nos martyrs de la Résistance, 1979 (BNF 34688734)
- Poèmes épars. Correspondance, 1979 (BNF 34682842)
- Les Caprices de la nuit, 1981 (BNF 34692552)
- Pluie de rêves, 1982 (BNF 34854751)
- Cueillette de mon âme, 1984 (BNF 34856795)
- Arabesques intérieures, 1986 (BNF 34865852)
- Fragrance vernale, 1988 (BNF 34957437)
- L'Espace diamanté, 1990 (BNF 35080006)
- Blasons de lumière, 1992 (BNF 35499304)
- Mémoire histoire, 1996 (BNF 35848715)
- La Vie rejaillira, 1999 (BNF 37035459)
- Image d'un Nîmois, 2002 (BNF 39080901)

## Sources
- Jean Chaintron, Le Vent soufflait devant ma porte, « Mémoire », Le Seuil, Paris, 1993  (ISBN 2-02-020807-5)
- * Notice « GLEIZE, Maurice », par Jean Maitron et Claude Pennetier, dans Le Maitron en ligne.
- Unir pour le socialisme, mensuel, 170 numéros d'octobre 1952 à décembre 1966, imprimeur anonyme.
- Le Débat communiste, mensuel publié par Unir, 55 numéros de mars 1962 à décembre 1966, directeur Marcel Prenant, imprimé par Gutenberg, entreprise de Maurice Gleize
- Unir - Débat, puis Unir pour le socialisme, mensuel paraissant de janvier 1967 jusqu'en juin 1974 , 90 numéros, directeur de la publication : Maurice Gleize.
- François Chouvel, Des oppositionnels dans le PCF. Genèse, structure et stratégie du groupe « Unir pour le socialisme » (1952-1974), Université de Clermont I, Faculté de droit et de science politique, 1984, 588 p.
- « Mémoire critique », réponse de Robert Hue à Maurice Gleize, L'Humanité, 2 octobre 1998.
- Laurence Thibault (direction), Imprimeurs et éditeurs dans la Résistance, « Cahiers de la Résistance », AERI (Association pour les études sur la Résistance intérieure) et La documentation française, Paris, 2010. (Préface de Raymond Aubrac)  (ISBN 978-2-11-007136-1).